# Batalion ON „Bielsko”

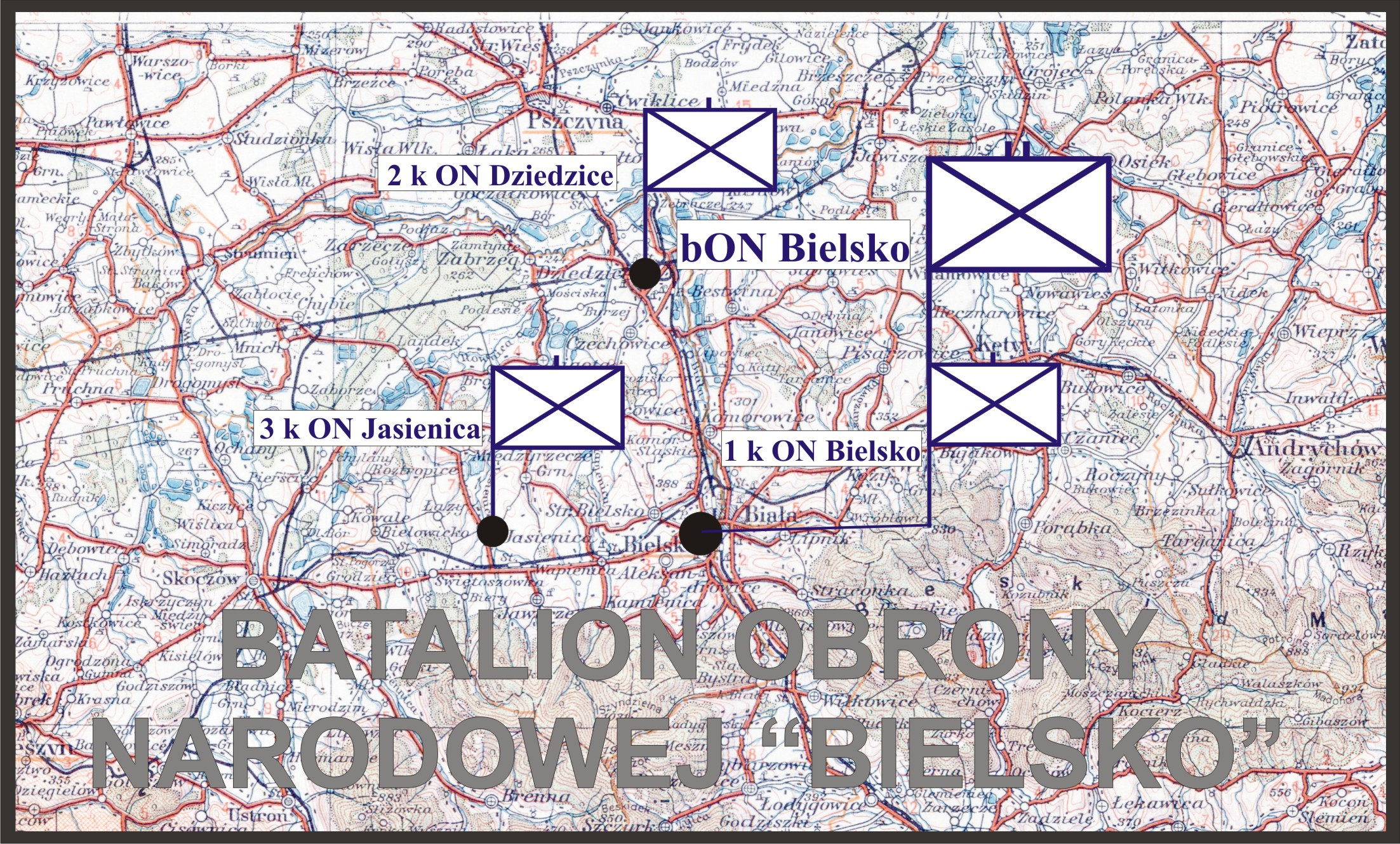
Batalion ON Bielsko

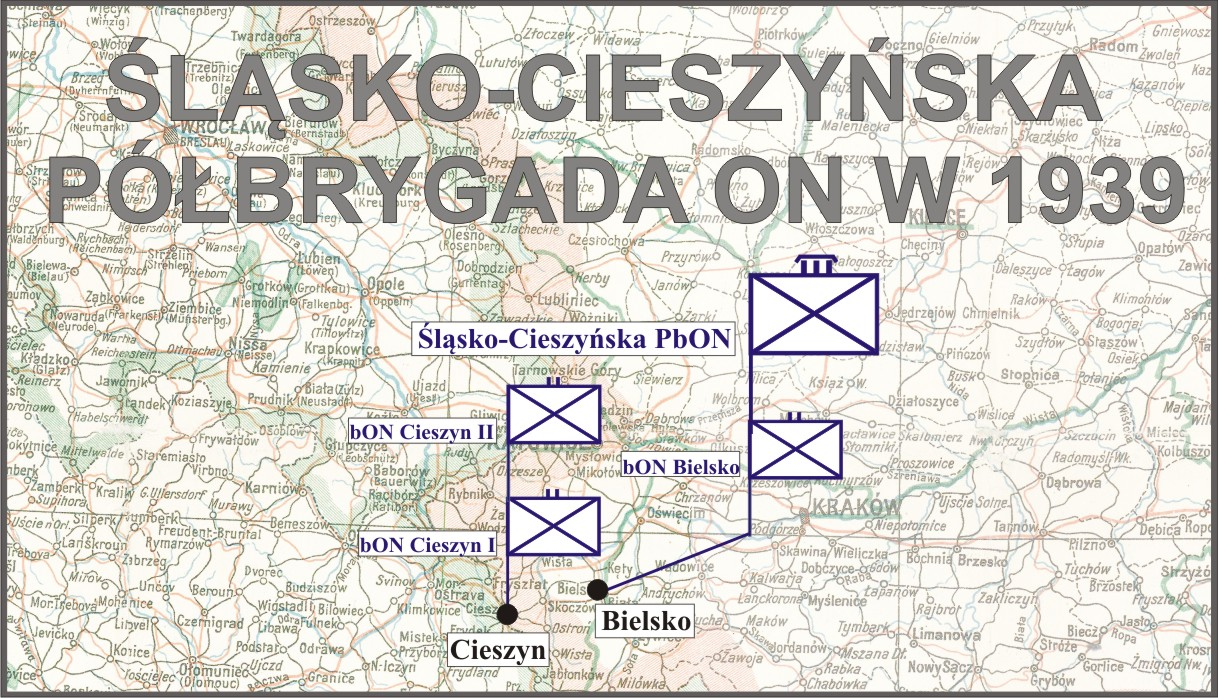
Śląsko-Cieszyńska Półbrygada ON

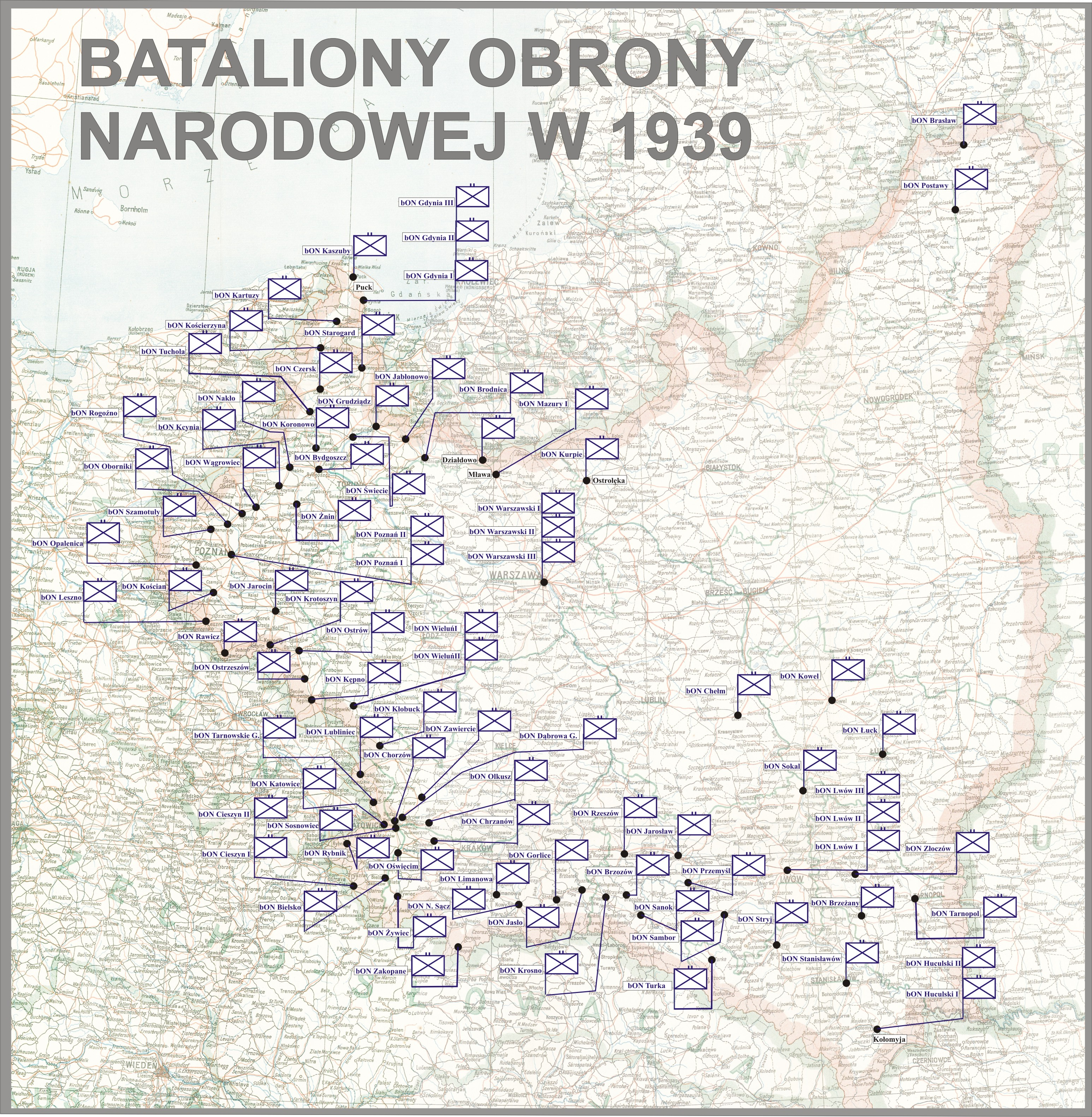
Obrona Narodowa w 1939

Bielski Batalion Obrony Narodowej (batalion ON „Bielsko”), batalion piechoty typ specjalny nr 50 – pododdział piechoty Wojska Polskiego II RP.
W kampanii wrześniowej 1939 baon walczył w składzie 202 pułku piechoty.

## Formowanie i zmiany organizacyjne
Batalion sformowany został w 1937 roku, w garnizonie Bielsko, w składzie Śląsko-Cieszyńskiej Półbrygady ON. We wrześniu 1937 roku pododdział wydzielił jedną kompanię, która wcielona została do Chorzowskiego batalionu ON. Od tego czasu w swojej strukturze organizacyjnej posiadał jedynie dwie kompanie. W 1938 roku zorganizowana została trzecia kompania, którą 29 kwietnia przeniesiono z Bielska do Jasienicy. Wiosną 1939 roku pododdział przeformowany został na etat batalionu ON typ III.
Jednostką administracyjną i mobilizującą dla Bielskiego batalionu ON był 3 pułk strzelców podhalańskich.
W sierpniu 1939 batalion został zmobilizowany w ramach mobilizacji alarmowej według etatu batalionu piechoty typ spec. nr 50 przeformowany w I batalion 202 pułku piechoty. 

## Obsada personalna
Obsada personalna batalionu w marcu 1939 roku
- dowódca batalionu – mjr Mieczysław Drabik
- dowódca 1 kompanii ON „Bielsko” – kpt. adm. (piech.) Józef Jan Jonak(*)[b]
- dowódca 2 kompanii ON „Dziedzice” – kpt. piech. Stanisław Jerzy Freisler(*)[b]
- dowódca 3 kompanii ON „Jasienica” – kpt. piech. Sergiusz Pisarczuk

Obsada personalna batalionu we wrześniu 1939 roku 
- dowódca batalionu – mjr piech. Mieczysław Drabik
- oficer łączności – ppor. rez. Wilhelm Sukniewicz
- dowódca 1 kompanii strzelecka (dawniej ON „Bielsko”) – kpt. Józef Jan Jonak
- szef kompanii – sierż. Bolesław Radosz
- dowódca 2 kompanii strzeleckiej (dawniej ON „Dziedzice”) – kpt. Stanisław Jerzy Freisler
- szef kompanii – st. sierż. Marcin Szymański
- podoficer broni – sierż. Konrad Gasikowski
- dowódca I plutonu – ppor. rez. Holona
- dowódca II plutonu – ppor. rez. Jan Roman Bazgier
- dowódca III plutonu – ppor. rez. Józef Tomica
- dowódca 3 kompanii strzeleckiej (dawniej ON „Jasienica”) – kpt. Sergiusz Pisarczuk
- szef kompanii – sierż. Franciszek Kamiński
- dowódca I plutonu – ppor. rez. Migdał
- dowódca II plutonu – ppor. rez. Kalinowski
- dowódca kompanii ckm – ppor. rez. Korneliusz Kloschek
- szef kompanii – sierż. Julian Golakowski
- dowódca I plutonu – ppor.  rez. Jan Górka
- dowódca II plutonu – ppor. rez. Władysław Wicherek
- dowódca III plutonu – ppor. Eugeniusz Jagoda
- dowódca plutonu moździerzy – ppor. rez. Stanisław Niemczyk